# HD 208487
HD 208487 è una stella nella costellazione della Gru di magnitudine apparente 7,47, distante 149 anni luce dal sistema solare. La stella è una nana gialla di classe G2V simile al Sole, leggermente più massiccia e luminosa, attorno alla quale nel 2004 fu scoperto un pianeta extrasolare, del tipo gigante gassoso.

## Sistema planetario
Nel 2004 l'analisi delle variazioni della velocità radiale della stella portarono alla scoperta di HD 208487 b, un pianeta con una massa minima 0,45 volte quella di Giove, che orbita attorno alla stella madre in circa 130 giorni, compiendo un'orbita eccentrica (e = 0,24) avente un semiasse maggiore di 0,51 UA.
Il 13 settembre 2005 P.C. Gregory annunciò la scoperta di un secondo pianeta, avvenuta usando l'analisi bayesiana applicata alla velocità radiale per determinare i parametri planetari. Inizialmente venne proposto per questo pianeta un periodo orbitale di 908 giorni; una successiva analisi determinò che per lo stesso oggetto era anche possibile un periodo orbitale di 28 giorni. Tuttavia la scoperta non fu confermata e viene ritenuto più probabile che le anomalie della velocità radiale derivino dall'attività stellare di HD 208487 piuttosto che dalla presenza di un secondo pianeta.
Un successivo studio del 2006 ha confermato la presenza del secondo pianeta.

### Prospetto planetario
| Pianeta | Tipo            | Massa           | Raggio | Periodo orb.        | Sem. maggiore | Eccentricità | Scoperta |
| ------- | --------------- | --------------- | ------ | ------------------- | ------------- | ------------ | -------- |
| b       | Gigante gassoso | 0,413 ± 0,05 MJ | —      | 129,8 ± 0,4 giorni  | 0,51 UA       | 0,21         | 2004     |
| c       | Gigante gassoso | 0,46 ± 0,1 MJ   | —      | 908,0 ± 90,0 giorni | 1,8 UA        | 0,19 ± 0.1   | 2006     |